# Lac d'Annecy dans la peinture
Le Lac d'Annecy dans la peinture définit le  thème artistique représentant en peinture  le lac d'Annecy, entouré de ses montagnes et de son environnement romantique et sauvage. Il a de tout temps inspiré de nombreux peintres de sensibilités différentes, mais attirés par la lumière particulière, changeante et se reflétant dans les eaux.
Les points de vue dégagés offerts par la situation privilégiée depuis les rives nord du lac en particulier (Annecy-le-Vieux, Annecy), ont ému des générations de peintres. L'artiste se voyait offrir une composition naturelle l'aidant à construire une harmonie équilibrée avec les premiers plans d'arbres, de roselières et de rochers, la Mavéria et le roc de Chère, puis l'enfilade des montagnes dans les eaux du lac.

## Quelques peintres ayant  représenté le lac d'Annecy
- Henri Adé - (?-1945) : Aquarelles

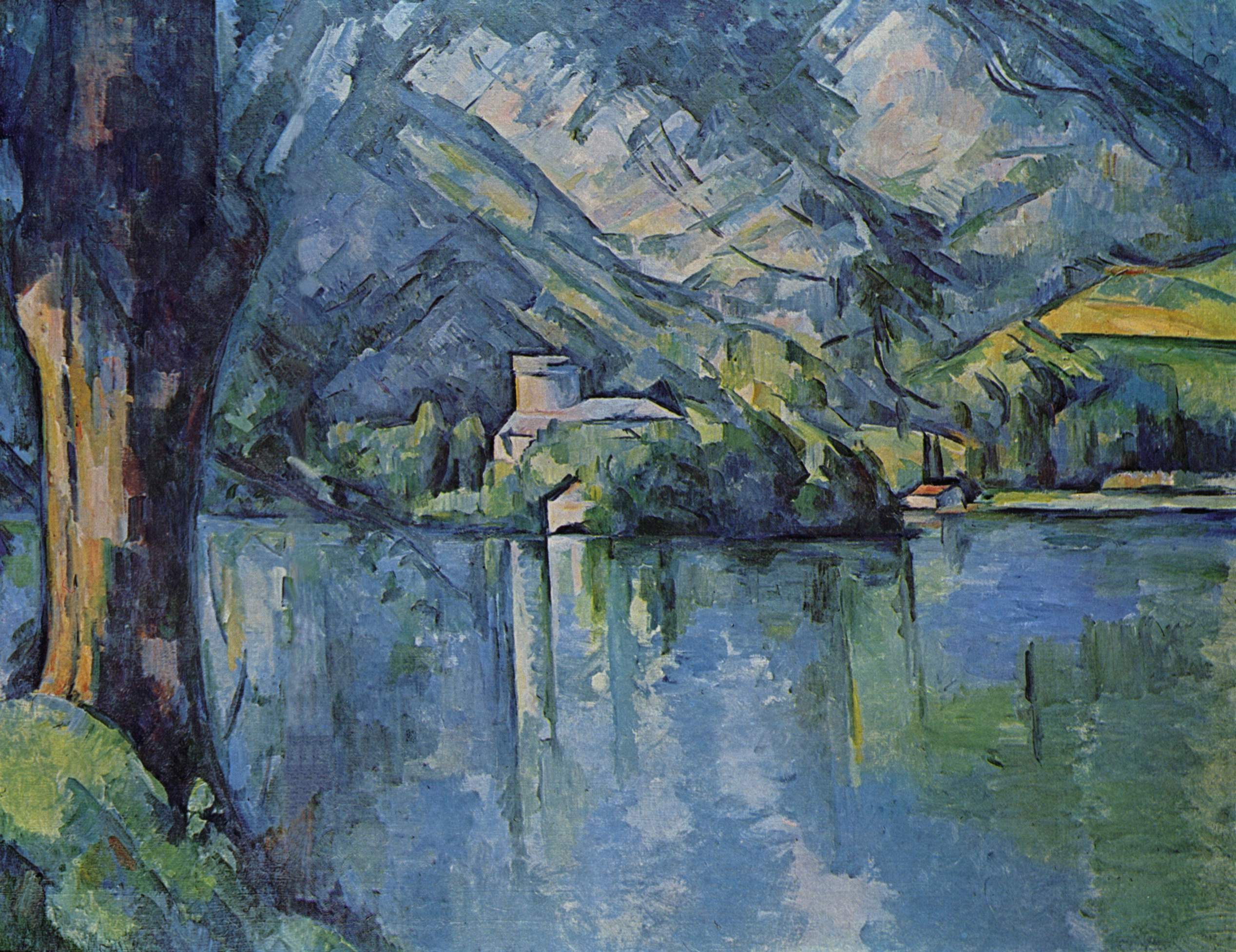
Paul Cézanne : Le Lac bleu (1896)

- Isabelle Allard - (1962-?) : Série de 33 huiles sur toile "En bateau" exposées à l'Abbaye de Talloires de Septembre à Novembre 2018
  - Exposition à l'Abbaye de Talloires en 2014 : série de 20 tableaux sur le thème "des Tournette détournées"
  - Exposition à l'Abbaye de Talloires en 2018 : série de 33 tableaux sur le thème "en bateau"
- Patrick Amorsi - (?-?) : aquarelles
- Jean Francis Auburtin - (1866-1930) : La Baie de Talloires et la montagne d'Entreverne, coll. part.
- Albert Besnard - (1849-1934) : 
  - Les Cariatides (1907), au Musée des Beaux-Arts de Belgique .
  - Affiche des Chemins de fer PLM, Lac d'Annecy, Talloires, en collaboration avec son fils Robert Besnard
  - Nombre de ses tableaux, d'eaux-fortes et même un vitrail ont le Lac d’Annecy pour décor et toile de fond. Le tableau L'Île Heureuse est une représentation idéalisée du décor qui s'offrait à Besnard de sa Villa au bord du lac.
- R.W. Boud : Annecy - (?-?)
- Paul Cabaud (1817-1895), élève de Prosper Dunant, photographe, portraitiste et peintre savoyard : Le Lac au Musée-château d'Annecy, il fut un des premiers peintres à se servir de la photo pour travailler.
- Paul Cézanne (1839-1906) : Le Lac bleu (1896), à l'Institut Courtauld de Londres. Le peintre séjourna à l'Abbaye de Talloires en été 1896. Il y exécuta de nombreuses aquarelles et ce seul tableau.
- Claude Chastillon (1559-1616), architecte, ingénieur et topographe au service du roi Henri IV de France : une gravure.
- Pierre Comba (1859-1934) : Le Petit port
- Compagnie des chemins de fer de Paris à Lyon et à la Méditerranée : affiches publicitaires de J. Hugo et S. Alesi
- André-Charles Coppier (1866-1948) peintre savoyard : Le lac d'Annecy, collection privée, Le Port de Talloires, La Villa Besnard, etc.
- Félix Desgranges (1860-1942)
- Serge di-Scala (?-?) : aquarelles
- Clotilde Dunant (1821-1892) : Vers les Barattes (1850), huile sur papier
- Prosper Dunant (1790-1878), architecte lithographe et peintre savoyard, créateur de l'école annécienne de paysage
  - Le Lac d'Annecy vu des champs dans collection privée
  - Le Lac d'Annecy à la Puya dans collection privée
  - Albigny (1811), aquarelle
  - Canal du Thiou vu depuis le pont Saint-Joseph (1864), dans collection privée
- Robert Falcucci (?-?) : Annecy sa plage, affiche publicitaire PLM
- Henri Ganier, dit Tanconville (1845-1917), aquarelliste, affichiste
- Gilles Giacomotti (1964-?) Série de 30 tableaux les bleus du lac d'Annecy, sur bois, en teintes à l'eau exposés au Forum d'Exposition de Bonlieu Annecy 2017/2018 et à l'Abbaye de Talloires 2019
- Louis-Eugène Glasser (1897-1986) : Vue sur le château de Duingt depuis Talloires (1950), Baigneuse à la cascade (1940)
- Pascal Hayot (1957) : Le pont des amours, collection privée
- Louis Lachat (1873-1954) : Crépuscule au lac d'Annecy dans la collection « Les Amis du Viel Annecy »
- Suzanne Lansé (1868-2002) : Talloires
- Louis Auguste Lapito (1803-1874) : Le lac d'Annecy
- Armand Leleux (1818-1886)
- Georges Paul Leroux (1877-1957) : Embarcations sur le lac d'Annecy et plusieurs vues du Lac
- Pierre Moënne-Loccoz (1924-) : Le Pont des Amours, collection privée
- Firmin Massot (1766-1847), peintre portraitiste et de genre suisse
- André Poirson (1920-2004) :  Embarcadère de Saint-Jorioz, collection privée
- René Ricard (1946-2014)
- Élisabeth Richard (?-?) : Lac d'Annecy, Le lac, Vieille ville d'Annecy
- Marcel Rieder (1862-1942) : Un soir en terrasse à Annecy (1920), collection privée
- Pierre-Louis De la Rive (1753-1817), peintre, graveur et dessinateur suisse.
- Firmin Salabert (1811-1895), gendre de Prosper Dunant :
  - Vieille ville d'Annecy
  - Le Lac au Musée-château d'Annecy
  - Environ du domaine de la Tour (vers 1855), huile sur toile, Musée des beaux-arts de Gaillac
  - Vue sur la Puta (1870), collection privée
- Jean-Pierre Serralongue (1915-2007) : Le Château de Duingt, collection privée
- Maquise de Sévigné (1626-1696), petite-fille de Jeanne de Chantal : une tapisserie
- Max Silbert (1871-1930) : Baignade à Annecy-le-Vieux
- Georges Sprungli : Bateaux sur le lac d'Annecy (2001), collection privée
- François Sylvand (1949) : Rives de Veyrier du lac, huile sur bois
- Wolfgang Adam Töppfer (1766-1847), peintre suisse, créateur de l'école genevoise de paysage
- William Turner - (1775-1851) : Lake of Annecy (1841), à la Tate Gallery de Londres
- Jean-Claude Viale (?) : Lac d'Annecy (1982), collection privée
- Isabelle Vougny : Le Pont des Amours
- Conrad Witz (1400?-1445?), peintre germano-suisse du XVe siècle), : Calvaire avec paysage de la Mavéria en second plan
- Félix Ziem : le Lac d'Annecy ; sanguine collection privée